# Hans Feuß

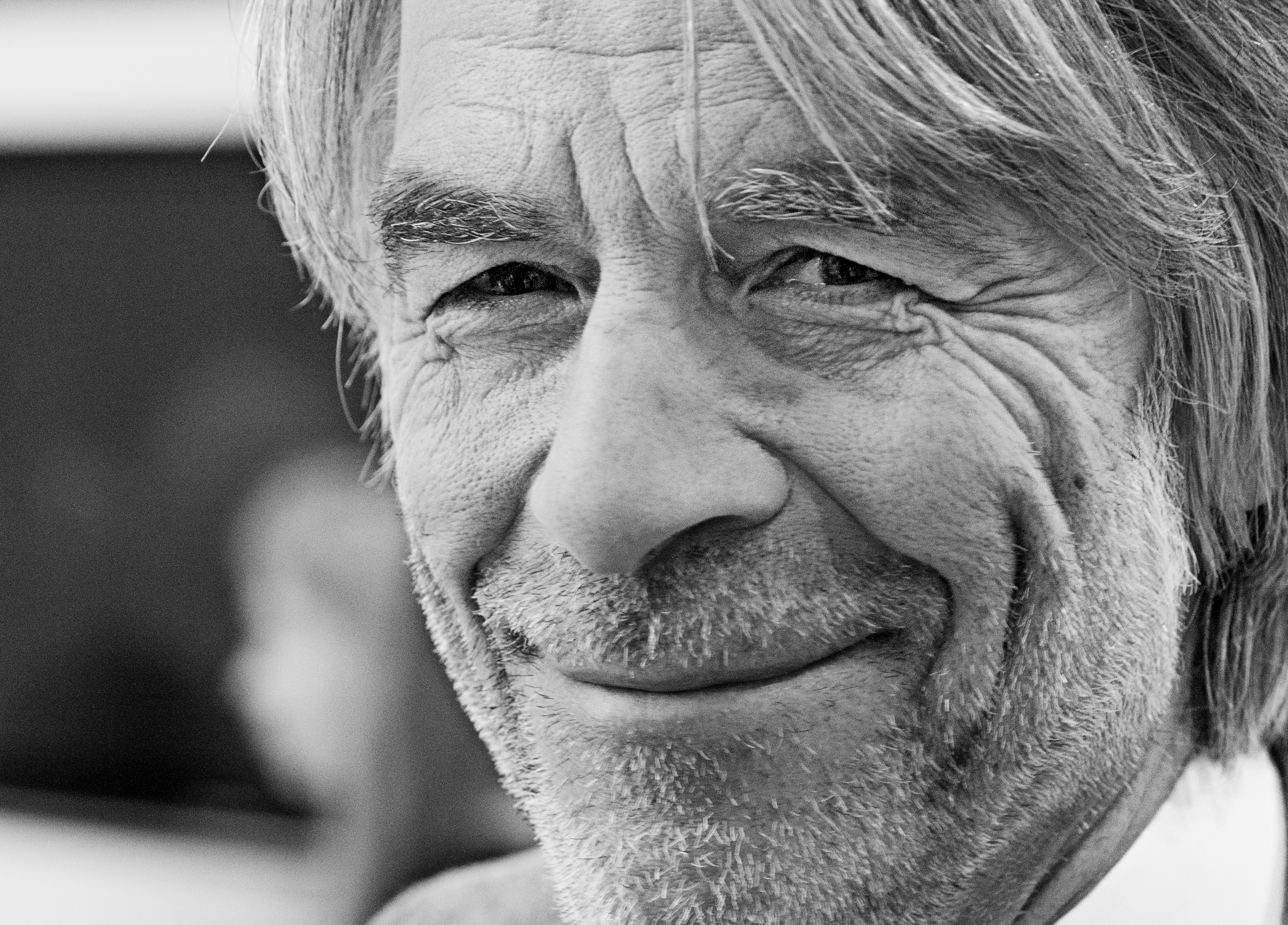
Hans Feuß (2013)

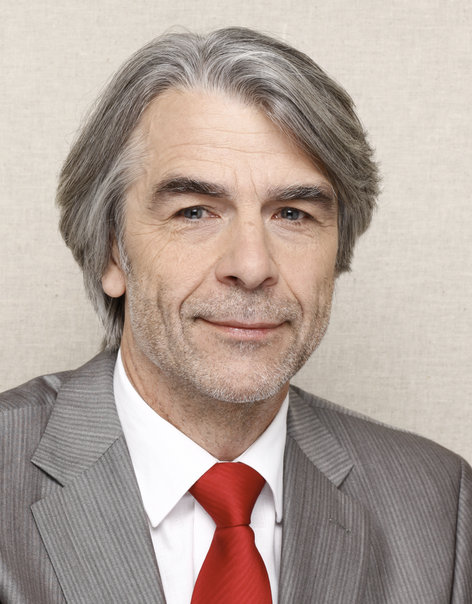
Hans Feuß

Hans Feuß (* 12. Juni 1952 in Bielefeld) ist Grundschullehrer und war Landtagsabgeordneter der SPD in Nordrhein-Westfalen.

## Leben
Hans Feuß wuchs in Bielefeld auf und machte im Jahr 1971 dort sein Abitur. Nach dem Grundwehrdienst in Augustdorf begann er mit dem Studium der Fächer Sport, Deutsch und Geschichte an der Pädagogischen Hochschule Westfalen-Lippe am Standort Bielefeld.
Von 1977 bis 1989 unterrichtete Feuß an der Hauptschule Steinhagen und ist seit 1987 Berater für den Schulsport beim Schulamt Gütersloh und der Bezirksregierung Detmold. Seit 1989 unterrichtet Feuß an der Grundschule Künsebeck in Halle (Westf.). 1994 wurde er Fachleiter für Sport am Studienseminar Bielefeld und ist dort seit 2005 Hauptseminarleiter.
In den Jahren 2000 bis 2004 war er abgeordneter Lehrer im Hochschuldienst an der Universität Bielefeld.
Feuß ist Handballtorwart und -trainer und hat für den TSV Altenhagen drei Jahre in der Regional- und zwei Jahre in der Oberliga gespielt. Von 1979 bis 1992 trainierte er verschiedenste Handballmannschaften. Von 1992 bis 2007 war er darüber hinaus freier Mitarbeiter bei Radio Gütersloh und kommentierte dort Sportveranstaltungen, darunter auch die Zweitligaspiele des FC Gütersloh. Feuß bekleidete von 1999 bis 2001 das Amt des zweiten Vorsitzenden im Kreissportbund Gütersloh und leitet diesen seit 2011.
Hans Feuß ist verheiratet und hat einen Sohn.

## Politik
Hans Feuß trat 1977 in Bielefeld-Gellershagen in die SPD ein. Von 1994 bis 2012 war er durchgehend Mitglied des Stadtrates in Harsewinkel und dort seit 1999 stellvertretender Fraktionssprecher. In den Jahren 1997 bis 1999 sowie 2004 bis 2009 übernahm er den Vorsitz des Schul-, Kultur- und Sportausschusses. Seit 1997 ist er darüber hinaus Beisitzer im SPD-Ortsverband Harsewinkel.
Feuß war von 2000 bis 2005 Vorsitzender der Arbeitsgemeinschaft für Bildung der SPD im Kreis Gütersloh. Seit 2006 ist er Kreisvorsitzender der Partei.
Nach zwei erfolglosen Landtagskandidaturen 2005 und 2010 gelang es ihm 2012, das Direktmandat des Landtagswahlkreises Gütersloh II mit 37,75 % zu gewinnen und in den Landtag einzuziehen, dem er bis 2017 angehörte. Infolgedessen legte Feuß Ende 2012 sein Mandat im Harsewinkler Stadtrat nieder und sein Sohn rückte für ihn nach.